# 广兴店泡
广兴店泡是一个位于中国吉林省农安县的湖泊，面积约为2.1平方千米，平均水深约为0.5米。